# مارك كلاين
مارك كلاين (بالإنجليزية: Mark Klein)‏ هو مهندس أمريكي، ولد في 2 مايو 1945.